# So Hot (Wonder Girls)
So Hot è il secondo maxi-singolo del gruppo musicale sudcoreano Wonder Girls, pubblicato nel 2008 dall'etichetta discografica JYP Entertainment.

## Tracce
1. So Hot – 3:03 (testo: Park Jin-young – musica: Park Jin-young, Hong Ji-san)
2. This Time – 4:38 (Hong Ji-san)
3. You're Out – 3:12 (Park Jin-young, Hong Ji-san)
4. Tell Me (Rap version) – 3:37 (testo: Park Jin-young, Mitchell John Dixon – musica: Park Jin-young, Mitchell John Dixon, Woo Seok-rhee)

Durata totale: 14:30

## Formazione
- Yubin – rapper
- Sunye - voce
- Sunmi – voce
- Sohee – voce
- Yeeun - voce